# Adnan Badran

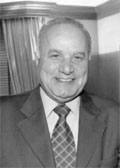
Adnan Badran (1970)

Adnan Badran (arabisch عدنان بدران, DMG ʿAdnān Badrān; * 15. Dezember 1935 in Jerasch) ist ein jordanischer Akademiker und Politiker. Vom 7. April bis 28. November 2005 war er Ministerpräsident von Jordanien.

## Leben
Er ist der Bruder von Mudar Badran, dem ehemaligen Premierminister von Jordanien und Chef des jordanischen Geheimdienstes in den 1970er Jahren. Er studierte Naturwissenschaften im Jahr 1959 an der University of Oklahoma in den USA. 1961–1963 machte er seinen Magister bzw. Doktor an der Michigan State University, die ihn 2007 mit der Ehrendoktorwürde auszeichnete. Er ist verheiratet und spricht Arabisch, Englisch und Französisch.

## Karriere
Mit 25 Jahren war Adnan Badran drei Jahre lang Forschungsassistent an der Michigan State University,  bevor er von 1963 bis 1966 Physiologe und Biochemiker an den United Fruit Research Laboratories für U.S.- und Zentralamerika wurde. Schließlich begab sich Adnan Badran an die Wissenschaftliche Fakultät der Universität von Jordanien und war dort 10 Jahre lang tätig. Von 1976 bis 1986 war er Professor der Biologie an der Yarmuk-Universität (Jordanien) und der jordanischen Universität für Wissenschaft und Technologie und gleichzeitig Präsident der Yarmuk-Universität und Gründungspräsident und Gründer des wissenschaftlichen und technischen Campus (JUST-Universität, Jordanien).
1986 avancierte er zum Generalsekretär des höchsten Kollegiums für Wissenschaft und Technologie in Jordanien und wurde 1988 Agrarminister und 1989 Bildungsminister. Dann begann eine internationale Karriere von Adnan Badran. Nacheinander wurde er zum Generaldirektorassistent für Wissenschaft bei der UNESCO in Paris ernannt und dann zum vorläufigen stellvertretenden Generaldirektor der UNESCO. Anschließend war er von 1994 bis 1998 Stellvertretender Generaldirektor bei der UNESCO.
Seit 1998 ist Adnan Badran Präsident der Philadelphia-Universität in Jordanien. 2005 war er Ministerpräsident seines Landes.